# Ranunculus franchetii
Ranunculus franchetii är en ranunkelväxtart som beskrevs av H. Boissieu. Ranunculus franchetii ingår i släktet ranunkler, och familjen ranunkelväxter. Utöver nominatformen finns också underarten R. f. hallasanensis.